# Fumiya Hayakawa
Fumiya Hayakawa (jap. 早川 史哉, Hayakawa Fumiya; * 12. Januar 1994 in Niigata, Präfektur Niigata) ist ein japanischer Fußballspieler.

## Karriere
Fumiya Hayakawa erlernte das Fußballspielen in der Jugendmannschaft von Albirex Niigata sowie der Universitätsmannschaft der Universität Tsukuba. Von August 2015 bis Januar 2016 wurde er von der Universität an Albirex Niigata ausgeliehen. Nach Ende der Ausleihe wurde er 2016 von Niigata fest verpflichtet. Der Verein aus Niigata, einer Großstadt in der gleichnamigen Präfektur Niigata auf der Insel Honshū, spielte in der höchsten japanischen Liga, der J1 League. Im April 2016 wurde bei ihm Leukämie diagnostiziert. Im November 2016 bekam eine Knochenmarkspende. Bis Ende 2018 hat er pausiert. 2019 unterschrieb er wieder einen Vertrag beim mittlerweile in der zweiten Liga spielenden Albirex Niigata. Am Ende der Saison 2022 feierte er mit Albirex die Meisterschaft und den Aufstieg in die erste Liga.

## Erfolge
Albirex Niigata
- Japanischer Zweitligameister: 2022  ▲